# Сингіль
Сингіль (Liza aurata) — риба родини кефалевих.

## Розповсюдження
Розповсюджена біля берегів Західної Європи та Північно-Західної Африки (від Англії та Норвегії до Марокко). В Україні зустрічається у Чорному та Азовському морях. Крім того акліматизована у Каспійському морі.

## Будова
Тіло витягнуте, циліндричне, довжина 20 — 40 см, іноді до 50 см. Голова вкрита лускою майже до передніх ніздрів. Є зачаткові жирові повіки. Забарвлення сріблясте, на зябрових кришках помаранчева пляма.

## Спосіб життя
Пелагічна зграйна риба, надає перевагу прибережній зоні. Теплолюбний вид. Живиться детритом рідше дрібними бентосними організмами. Здійснюють сезонні міграції, мігрують до берегів і у лимани для нагулу та у море для нересту та зимівлі.

## Розмноження
Статевої зрілості досягають на 3 — 4 році життя. Самці дозрівають раніше та мають менші розміри. Нерест у кілька етапів, восени, у відкритому морі. Ікра дрібна, діаметром 0,6-0,7 мм, пелагічна. Плодючість 0,45-2,3 млн ікринок. Ікринки мають велику жирову краплю. Першу зиму мальки проводять у відкритому морі, внаслідок чого більша їх частина гине.